# Ottange
Ottange là một xã trong vùng Grand Est, thuộc tỉnh Moselle, quận Thionville-Ouest, tổng Fontoy. Tọa độ địa lý của xã là 49° 26' vĩ độ bắc, 06° 01' kinh độ đông. Ottange nằm trên độ cao trung bình là 315 mét trên mực nước biển, có điểm thấp nhất là 295 mét và điểm cao nhất là 428 mét. Xã có diện tích 15,48 km², dân số vào thời điểm 1999 là 2590 người; mật độ dân số là 167 người/km². Ottange nằm về phía tây của Thionville, thuộc Pháp từ năm 1766.

## Thông tin nhân khẩu
| 1962  | 1968  | 1975  | 1982  | 1990  | 1999  |
| ----- | ----- | ----- | ----- | ----- | ----- |
| 2 797 | 3 180 | 2 852 | 2 621 | 2 482 | 2 590 |